# Devin Özgür Çınar
Devin Özgür Çınar (née le 21 juin 1973 à Devrek, province de Zonguldak,) est une actrice turque.

## Biographie
Devin Özgür Çınar vit à Izmir jusqu'à la fin de ses études secondaires. Elle intègre le conservatoire d'État de l'université Hacettepe et y étudie la dramaturgie,. De 1996 à 1997 elle joue dans le théâtre de Bakırköy des Théâtres de la Ville d'Istanbul.
Elle tient des premiers rôles secondaires de séries télévisées à partir de 1996 avant d'obtenir un rôle principal dans la série Köpek en 2006.
En 2011 elle reçoit l'Orange d'or de la meilleure actrice pour son rôle dans Geriye Kalan.

## Filmographie

### Longs-métrages
- 2000 : Abuzer Kadayıf
- 2000 : Dar Alanda Kısa Paslaşmalar
- 2002 : Hiçbiryerde
- 2005 : Gönül Yarası
- 2011 : Geriye Kalan
- 2014 : Guruldayan Kalpler
- 2015 : Robinson Crusoe ve Cuma

### Séries télévisées
- 1998 : Dış Kapının Mandalları
- 1999 - 2000 : İkinci Bahar
- 2001 : Güneş Yanıkları
- 2001 - 2002 : Karanlıkta Koşanlar
- 2004 : Biz Size Aşık Olduk
- 2005 : Dayı
- 2006 : Hayat
- 2006 : Köpek
- 2007 : Hayat Türküsü
- 2010 : Parmaklılar Ardında
- 2013 : Türk Malı
- 2013 et 2016 : Sevdaluk